# Matkovich József
Matkovich József (? - ?) magyar labdarúgó.

## Sikerei, díjai
- Ferencvárosi TC:
  - Magyar labdarúgó-bajnokság ezüstérmes: 1921–22, 1923–24, 1924–25,
  - Magyar labdarúgó-bajnokság bronzérmes: 1919–20, 1920–21, 1922–23,
  - Magyar kupa győztes: 1921-22